# Lykke Friis
Pour les articles homonymes, voir Friis.
Lykke Friis, née le 27 octobre 1969 à Lyngby-Taarbæk (Danemark), est une femme politique danoise, membre du parti Venstre et vice-recteur (prorector) à l'université de Copenhague. Elle est ministre du Climat et de l'Énergie entre novembre 2009 et octobre 2011, le portefeuille de l'Égalité des chances lui étant ajouté en février 2010. Elle est ensuite membre du Parlement danois pour le parti Venstre de 2011 à 2013.

## Biographie

### Origines et études
Lykke Friis est la fille de Hans Friis (1927-2010), né à Åbenrå, et de Frauke Friis (-1999), née en Allemagne. Son père est directeur de l'éducation (uddannelsesleder) à l'école de commerce Niels Brock. 
Elle vit à Frederiksberg et est mariée avec Peter Warming. 
Elle fait ses études secondaires à l'Øregaard Gymnasium, obtient un master en économie et sciences politiques de la London School of Economics (1992), un master en sciences politiques de l'université de Copenhague (1993) et un doctorat en politique internationale en 1997 au sein du même établissement.

### Carrière professionnelle
Elle travaille comme greffière au ministère de l'Industrie en 1994, puis comme chercheuse et chercheuse principale à l'Institut danois des Affaires internationales (DUPI) de 1996 à 2002 et comme directrice de la recherche au DUPI en 2002. Elle est directrice des affaires européennes pour Dansk Industri de 2003 à 2006. 
Elle enseigne également les relations internationales à la faculté des sciences sociales de l'université de Copenhague et à l'école de commerce de Copenhague.
Elle est prorektor (vice-recteur) de l'université de Copenhague du 1er mars 2006 à 2009, et elle occupe à nouveau cette fonction depuis 2013. 
Elle a souvent pris la parole en tant qu'expert en affaires européennes dans les médias, donnant des conférences et publiant des livres et articles sur le sujet. Elle a obtenu le DR'sRosenkjjærpris en 2008. Elle a été nommée membre du groupe des « Wise Men » d'Europe le 16 octobre 2008, un groupe de travail créé par le Conseil européen qui travaille sur l'avenir de l'Europe.
En mai 2016, elle devient présidente de la société danoise du cancer. Elle occupe le rôle jusqu'en mai 2025, date à laquelle elle est remplacée par Connie Hedegaard.
En juillet 2018, elle devient correspondante du Berlingske pour l'Allemagne et les affaires européennes. Elle quitte ce rôle en décembre 2019 pour prendre la direction de Tænketanken Europa, un think tank danois consacré aux questions européennes.

### Politique
Lykke Friis est nommée ministre du Climat et de l'Énergie le 24 novembre 2009, dans le gouvernement de Lars Løkke Rasmussen pour remplacer Connie Hedegaard, nommée commissaire européenne. Elle rejoint Venstre, le parti du Premier ministre, plus tôt dans la journée. Lors d'un remaniement ministériel le 23 février 2010, elle devient également ministre de l'Égalité des chances, en plus de ses précédentes attributions.
En mars 2010, elle annonce sa candidature pour Venstre aux élections législatives à Aarhus, dans la circonscription du Jutland de l'Est. Elle est élue au Folketing lors du scrutin du 15 septembre 2011. Après l'élection, Venstre retourne dans l'opposition et elle devient porte-parole de son groupe parlementaire sur les questions européennes.
Elle quitte le Folketing et la vie politique le 31 mai 2013, après avoir été de nouveau nommée comme vice-rectrice à l'université de Copenhague.

## Annexe